# Порт-Артур (роман)
Порт-Артур — исторический роман А. Н. Степанова, посвящённый русско-японской войне 1904—1905 годов.

## Сюжет
Роман рассказывает о героической многомесячной обороне крепости Порт-Артур. В романе художественно достоверно представлены образы русских патриотов — адмирала Макарова, генерала Белого, Кондратенко, многих офицеров и солдат.

## Часть 1
26 января 1904 года инженер Звонарёв приезжает в Порт-Артур по распределению. Знакомится со своей частью: электрический утес на Золотой Горке.  Электрический утес был назван так за свою мощную электропрожекторную установку. Отсюда открывается вид на внешний рейд, здесь располагалась самая сильная батарея крепости - № 15. В момент начала военных действий батареей на Электрическом Утесе
командовал капитан Николай Васильевич Жуковский. Звонарев знакомится с диспозицией войск: Первая Тихоокеанская эскадра адмирала Старка стоит на внутреннем рейде города. В крепости был расквартирован Порт-Артурский крепостной пехотный полк под командованием вице-адмирала Евгения Ивановича Алексеева (с 1899 г.), сформированный 27 июня 1900 года в составе 4 батальонов из войск Европейской России.
Звонарев знакомится с Варей Белой. — Прототипом этой героини романа послужила дочь генерала  Белого Лидия Васильевна (по мужу Кобеляцкая).
27 января - Бой у Чемульпо - порт Сеула. 
В ходе боя на японских кораблях было зафиксировано попадание в «Варяг» снарядов: 203 мм c «Асамы» — 3, 152 мм — 6 или 7 (4—5 с «Асамы» и по одному с «Нанивы» и «Такачихо»). «Чиода» отрапортовала также о предположительном одном попадании в «Кореец», вызвавшем пожар, что не подтверждается русскими данными.

9-10 февраля. Бой у Порт-Артура не принес решающей победы ни одной из сторон. Потери русских составили около 150 человек, японцев — около 90. Хотя ни с одной стороны не было потоплено ни одного корабля, несколько кораблей было повреждено. Однако у японцев были мощности по ремонту и сухой док в Сасебо, в то время как русским пришлось полагаться на весьма ограниченные ремонтные мощности Порт-Артура.Формальное объявление войны России было сделано Японией 10 февраля 1904, на следующий день после боя.
24 февраля  адмирал Макаров прибывает в Порт-Артур по железной дороге.

## Часть 2
31 марта 1904 года погиб на "Петропавловске" адмирал Макаров.
13 мая -Бой у Цзиньчжоу.
Приказ об отходе, отданный командиром 4-й стрелковой дивизии генералом А. В. Фоком , дошёл не до всех частей, и, в то время, как одни отступали, другие продолжали ещё сражаться, пока не были перебиты или взяты в плен. Японцы потеряли в бою до 10 % участвовавшего в атаке личного состава: 749 чел. убитыми и 3455 ранеными. Однако потери русских также были тяжёлыми: 184 чел. были убиты, 633 получили ранения, 606 пропали без вести или взяты в плен. 5-й стрелковый полк потерял треть своего состава. При отступлении противнику оставлено множество трофеев, в том числе и вся артиллерия.
29 мая -занят Дальний. Когда город заняли японцы, Дальний уже превратили в военно-морскую базу для морских операций Японии, нашедшей здесь обширные мастерские, доки, депо и прочие приспособления. Сама бухта Дальнего была ограждена молом, постройка которого, впрочем, обесценила значение города, так как сделала его порт замерзающим в суровые зимы.
10 июня - прорыв эскадры во Владивосток

## Часть 3
28 июля - Смерть адмирала Витгефта во время Боя в Жёлтом море.
В этом бою и русские, и японские корабли в ходе боя получили серьёзные повреждения, но ни один корабль не был потоплен. С материальной точки зрения поражение понесли японцы: так, флагман русских, «Цесаревич» имел исправными все орудия, и смог к концу дня восстановить управляемость, в то время как «Микаса» имела неисправными 100 % орудий главного калибра и 50 % среднекалиберных. Всего в «Цесаревич» попало по разным данным от 6 до 12 крупнокалиберных снарядов, в то время как в «Микасу» — 22.
Колчак, Александр Васильевич на "Диане", как это показано в романе, не служил. В русско-японскую войну командовал миноносцем "Сердитый". 
25 июля  1904 года японцы открыли ожесточённый огонь по передовой позиции Восточного фронта — редутам Дагушань и Сяогушань - и к вечеру их атаковали. 
Весь день 26 июля  1904 года там шёл упорный бой, и в ночь на 27 июля  1904 года оба редута были оставлены русскими войсками. Русские потеряли в боях 450 солдат и офицеров. Потери японцев, по их данным, составили 1280 человек.
6  августа 1904 года японцы начали бомбардировку Восточного и Северного фронтов, и последний атакован. 6—8  августа японцы энергично атаковали Водопроводный и Кумирненский редуты и Длинную гору, но отовсюду отражены, успев занять лишь Угловую и укрепление Панлуншань.

## Часть 4
Генерал Кондратенко погиб 15 декабря 1904 года на форте № 2 от прямого попадания в каземат форта гаубичного снаряда. Вместе с ним погибли ещё 8 офицеров.
18 декабря 1904 года укрепление номер три пало.
5 января Порт-Артур был сдан генералами Стесселем и Фоком, несмотря на возможность дальнейшей обороны

## История написания романа
В 1903 году семья А. Н. Степанова переехала в Порт-Артур. В возрасте двенадцати лет А. Н. Степанов принимал участие в обороне Порт-Артура, его отец Николай Иванович Степанов командовал батареей Электрического Утёса, а затем — Суворовской мортирной батареей на Тигровом полуострове. Двенадцатилетний мальчишка всё видел и записывал в свой дневник.
В 1917 году А. Н. Степанов был послан в Артиллерийскую академию в Петроград. В ночь на 17 марта 1921 года, во время штурма Кронштадта, при подавлении кронштадтского восстания А. Н. Степанов провалился под лёд Финского залива, тяжело заболел и вынужден был уехать лечиться на юг, в Краснодар.
В Краснодаре Степанов жил до 1942 года, работал инженером, преподавал в вузах и техникумах. В 1932 году бруцеллёз надолго приковал его к постели. У него появилась возможность вспомнить, передумать и заново перечувствовать пережитое. Все его мысли теперь заняты Порт-Артуром. Начал писать воспоминания и понял, что одних личных впечатлений мало. Помогали записки, которые вёл во время обороны Порт-Артура отец писателя, но и этого было недостаточно. Тогда он начал читать о Порт-Артуре и русско-японской войне всё, что мог достать в Краснодаре, получал книги из Москвы и других городов.
Через пять лет напряжённой работы А. Н. Степанов послал рукопись своих воспоминаний о порт-артурской обороне признанным мастерам исторического романа А. С. Новикову-Прибою и С. Н. Сергееву-Ценскому. Рукопись они одобрили и посоветовали Степанову продолжить работу над романом.
Первая книга романа «Порт-Артур» была опубликована в 1940 году в Краснодаре, вторая — там же в 1942 году.

### Исследования
В 2010 году в «Военно-историческом журнале» были опубликованы результаты исторических исследований, позволяющие поставить под серьёзное сомнение официальную биографию писателя. Согласно авторам работы, с большой долей вероятности можно сказать, что А. Н. Степанов являлся не студентом Технологического университета, а кадровым офицером Лейб-гвардии, награждённым за боевые отличия во время Первой мировой войны шестью боевыми орденами и Георгиевским оружием. Но в обороне Порт-Артура ни писатель, ни его отец Николай Николаевич Степанов, ставший в 1917 году генералом Русской армии, участие не принимали, и, более того, никогда не были в этом городе.

## Влияние
В 1944 году роман был переиздан большим тиражом и получил всенародное признание. В 1946 году А. Н. Степанову была присуждена за него Сталинская премия.
Писатель получал сотни писем от читателей. Участники обороны Порт-Артура делились своими воспоминаниями, сообщали неизвестные факты героических эпизодов, боев. Используя новые материалы, А. Н. Степанов постоянно совершенствовал своё произведение, уточняя характеристики, дописывая новые главы и сцены.
Роман А. Н. Степанова вошел в золотой фонд советской литературы. Он издавался семнадцать раз тиражом более миллиона экземпляров. Переведен на языки народов СССР и на многие иностранные, в том числе на английский, французский, венгерский, китайский, японский и другие.
Во многих театрах страны шла пьеса «Порт-Артур», написанная А. Н. Степановым в соавторстве с драматургом И. Ф. Поповым по мотивам романа. А. Н. Степановым также был создан киносценарий «Порт-Артур».